# McLaren MCL34
El McLaren MCL34 fue un monoplaza de Fórmula 1 diseñado por McLaren para competir en la temporada 2019. La unidad de potencia y el sistema de recuperación de energía son de Renault. Fue conducido por el subcampeón 2018 de Fórmula 2 Lando Norris, y por Carlos Sainz Jr., que hizo su debut en la escudería británica. La temporada la comenzaron igual de mal que durante la era Honda, pero fueron desarrollando poco a poco el coche haciendo que consiguieran mejores posiciones y apenas tenían problemas de fiabilidad.
Fue el monoplaza que mejores resultados obtuvo desde el MP4-27 de 2012. Sainz finalizó sexto en esa temporada y Norris 11.º, mientras que McLaren-Renault ocupó el cuarto puesto en el Campeonato de Constructores. El español consiguió el primer podio del equipo desde 2014, tras ser tercero en Brasil. Eso significó una mejora rotunda respecto a 2018.

## Resultados
(Clave) (negrita indica pole position) (cursiva indica vuelta rápida)

| Año     | Motor                      | Neu. | N.º | Pilotos          | 1   | 2   | 3   | 4   | 5   | 6   | 7   | 8   | 9   | 10  | 11  | 12  | 13  | 14  | 15  | 16  | 17  | 18  | 19  | 20  | 21  | Puntos | Pos. |
| ------- | -------------------------- | ---- | --- | ---------------- | --- | --- | --- | --- | --- | --- | --- | --- | --- | --- | --- | --- | --- | --- | --- | --- | --- | --- | --- | --- | --- | ------ | ---- |
| 2019    | Renault E-Tech 19 V6 Turbo | P    |     |                  | AUS | BHR | CHN | AZE | ESP | MON | CAN | FRA | AUT | GBR | GER | HUN | BEL | ITA | SIN | RUS | JPN | MEX | USA | BRA | ABU | 145    | 4.º  |
| 2019    | Renault E-Tech 19 V6 Turbo | P    | 4   | Lando Norris     | 12  | 6   | 18† | 8   | Ret | 11  | Ret | 9   | 6   | 11  | Ret | 9   | 11† | 10  | 7   | 8   | 11  | Ret | 7   | 8   | 8   | 145    | 4.º  |
| 2019    | Renault E-Tech 19 V6 Turbo | P    | 55  | Carlos Sainz Jr. | Ret | 19† | 14  | 7   | 8   | 6   | 11  | 6   | 8   | 6   | 5   | 5   | Ret | Ret | 12  | 6   | 5   | 13  | 8   | 3   | 10  | 145    | 4.º  |
| Fuente: |                            |      |     |                  |     |     |     |     |     |     |     |     |     |     |     |     |     |     |     |     |     |     |     |     |     |        |      |